# Pere Carbó Casañas
Pere Carbó Casañas (Barcelona, 1921- ídem, 11 de octubre de 2001) fue un empresario español.

## Biografía
Pere Carbò abrió en 1959 en la calle Mandri de Barcelona el primer supermercado en forma de autoservicio, donde los clientes podían escoger directamente el producto de las estanterías. Este establecimiento fue el punto de partida de Autoservicios Caprabo, nombre tomado de las iniciales del apellido de los tres socios (Pere Carbò, Jaume Prat y Josep Botet). En el año 1962, la familia Elías se incorpora como accionista de Caprabo, coincidiendo con la salida de la compañía de la familia Prat.
En 1997 recibió la Cruz de Sant Jordi por su papel en la normalización lingüística y el etiquetado en catalán.